# VfL Montabaur
Der VfL Montabaur war ein deutscher Sportverein in der rheinland-pfälzischen Stadt Montabaur im Westerwaldkreis.

## Geschichte

### Fußball
In der Saison 1946/47 spielte die Mannschaft in der Verbandsliga Rheinland und landete dort mit 13:5 Punkten auf dem fünften Platz. Am 29. Dezember 1949 veranstaltete der Verein zur Eröffnung seines neuen Stadions ein Freundschaftsspiel zwischen der damaligen TuS Neuendorf und Eintracht Frankfurt, welches Neuendorf mit 2:1 für sich gewinnen konnte. Am Ende der Saison 1950/51 der damals zweithöchsten Spielklasse der Landesliga Rheinland, landete die Mannschaft als Aufsteiger innerhalb der Staffel Nord mit 14:16 Punkten auf dem achten Platz.

### Leichtathletik
Im Jahr 1950 auf die Jahresbestenlisten des Leichtathletik-Verband Rheinland schafften es der Sprinter Böhmer im 75-Meter-Lauf mit 10,0 Sekunden in der Kategorie Männliche Jugend U16 M14, die 4-mal-75-Meter-Staffel in der Kategorie Weibliche Jugend U16 W14, die 3-mal-1000-Meter-Staffel mit 9:52,8 Minuten in der Kategorie Männliche Jugend M19 und der Kugelstoßer Josef Sander mit 12,47 Meter in der Kategorie 7,26 kg Männer.
Im Jahr 1951 gelang dies der Diskuswerferin Gertrud Keiner mit einer Weite von 23,66 Meter in der Kategorie Weibliche Jugend B., der Sprinter Egon Schmidt über 75 Meter mit einer Zeit von 10,2 Sekunden in der Kategorie Männliche Jugend U16 M14 sowie dem Kugelstoßer Josef Sander mit 12,41 Meter in der Kategorie 7,26 kg Männer.

### Tischtennis
Im Jahr 1948 wurde die Damen-Mannschaft Bezirksmeister und konnte damit an den Verbandsmeisterschaften teilnehmen. Im Finale der Verbandsmeisterschaft unterlag die Mannschaft dann dem FSV Trier-Kürenz mit 9:0. Ab der Saison 1952/53 nahm die Herren-Mannschaft an der Oberliga teil, welche damals die höchste Spielklasse war. In der Saison 1986/87 landete die zweite Herren-Mannschaft auf dem 12. Platz der Bezirksliga.